# Noruega en los Juegos Paralímpicos de Río de Janeiro 2016
Noruega estuvo representada en los Juegos Paralímpicos de Londres 2012 por un total de 25 deportistas, 13 mujeres y 12 hombres.

## Medallistas
El equipo paralímpico noruego obtuvo las siguientes medallas:
| Nombre                 | Deporte  | Evento                                       |
| ---------------------- | -------- | -------------------------------------------- |
| Oro                    |          |                                              |
| Ann Cathrin Lübbe      | Hípica   | Doma individual grado III mixto              |
| Sarah Louise Rung      | Natación | 100 m braza SB4 femenino                     |
| Sarah Louise Rung      | Natación | 200 m estilos SM5 femenino                   |
| Plata                  |          |                                              |
| Ann Cathrin Lübbe      | Hípica   | Doma individual estilo libre grado III mixto |
| Sarah Louise Rung      | Natación | 50 m mariposa S5 femenino                    |
| Bronce                 |          |                                              |
| Sarah Louise Rung      | Natación | 50 m espalda S5 femenino                     |
| Sarah Louise Rung      | Natación | 200 m libre S5 femenino                      |
| Andreas Skår Bjørnstad | Natación | 400 m libre S7 masculino                     |